# Maria Sarnik-Konieczna
María Sarnik-Konieczna (nacida el 19 de febrero de 1941 en Szadek) es una arquitecta polaca. Fue diputada del parlamento de la República Popular de Polonia durante la VIII legislatura.

## Resumen
En 1968 se graduó en la Facultad de Arquitectura de la Universidad Tecnológica de Breslavia. Trabajó en la Agencia de la Propiedad Agraria del Tesoro. Fue miembro de larga duración y ha sido presidente de honor de la Asociación Polaca de Conservadores de monumentos. Sarnik-Konieczna sirvió a la ciudad como conservadora provincial en Zamość. Entre 1980-1985 fue diputada independiente en el Parlamento Unicameral de la República Popular de Polonia durante la legislatura VIII. Ha ocupado el cargo de Directora del Departamento de Protección de Monumentos del Ministerio de Cultura, y fue miembro del Comité Polaco del Consejo Internacional de Monumentos y Sitios (ICOMOS).
En 2013, por sus logros sobresalientes en las actividades en beneficio de la cultura y la conservación del patrimonio cultural polaco, el presidente Bronislaw Komorowski  concedió a Sarnik-Konieczna la Cruz de Oficial de la Orden Polonia Restituta.